# Fachzug Führung/Kommunikation

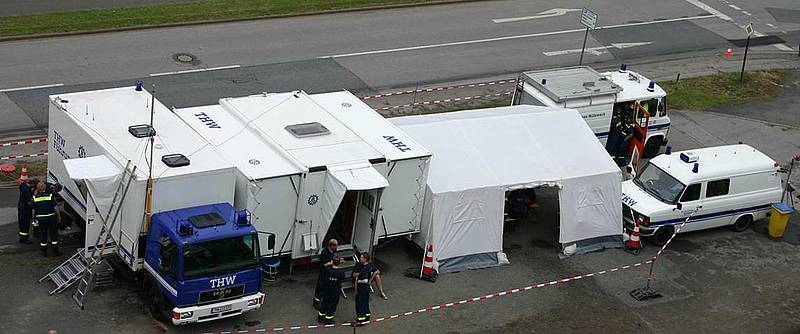
Aufgebaute THW-Führungsstelle

Der Fachzug Führung/Kommunikation (FZ FK, oder kurz FK) ist eine taktische Einheit des Technischen Hilfswerks (THW). Er dient zur Führung mehrerer (Teil-)Einheiten bei größeren Schadensereignissen und kann verschiedene IuK-Netze erstellen und betreiben.
Die Fachzüge Führung/Kommunikation gingen 2021 aus den Fachgruppen Führung/Kommunikation hervor, die wiederum funktional die Nachfolgerinnen des Fernmeldedienstes waren.

## Aufgaben

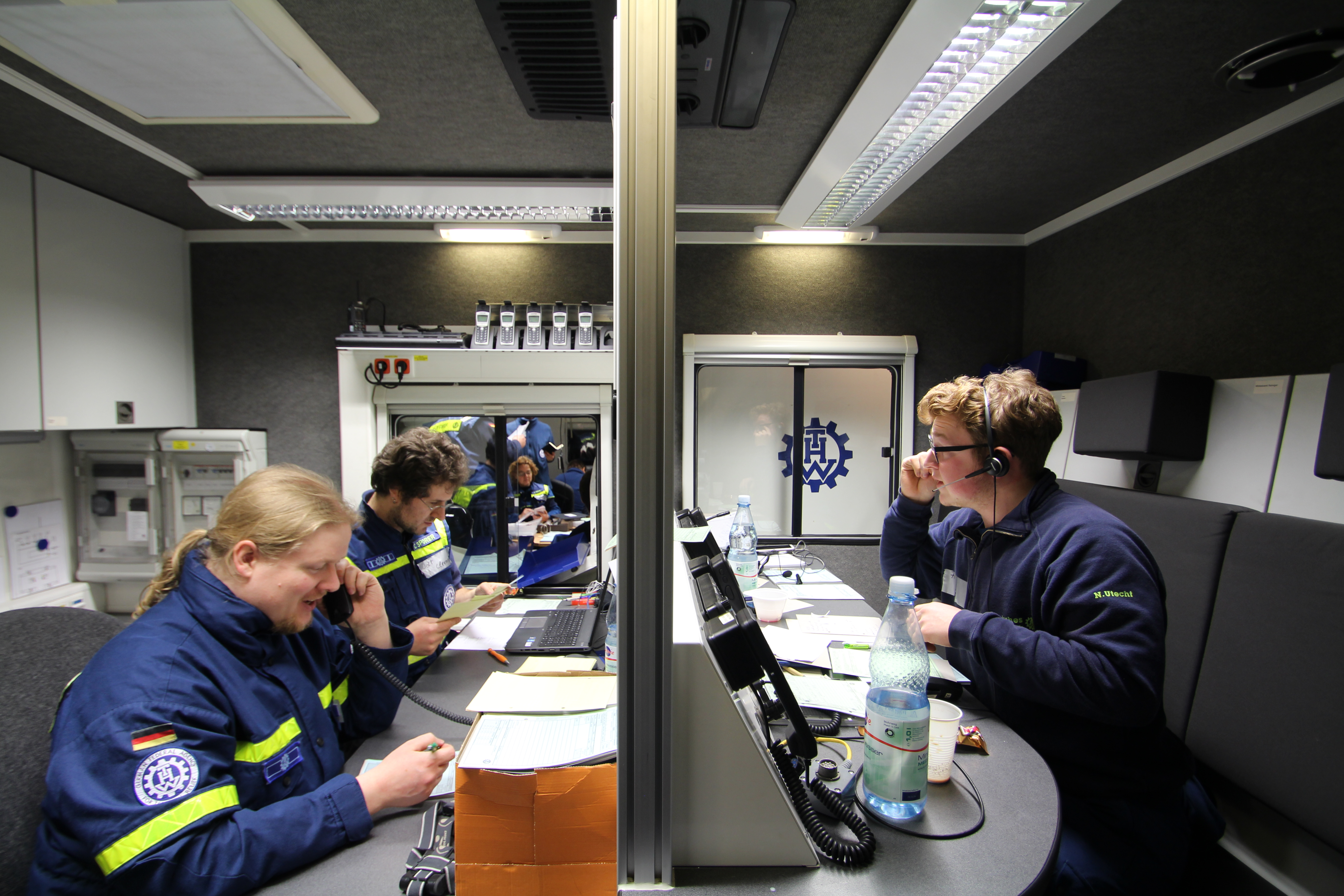
Einer der Hauptaufgaben des Fachzuges

Der Fachzug Führung/Kommunikation hat primär zwei Aufgabenfelder:
- Unterstützung bei der Führung von mehreren THW-Einheiten. Hierzu richtet er eine THW-Führungsstelle (FüST) in unterschiedlichen Einsatzoptionen ein und betreibt diese. Es werden Personal, Führungsmittel und Arbeitsraum für einen Stab zur Verfügung gestellt.
- Erstellung, Betrieb und Unterhaltung von Telekommunikationsverbindungen zur vorgesetzten und benachbarten Führungsstellen sowie zu unterstellten Kräften über Datenverbindungen, Funk, Mobilfunk, Festnetztelefonie oder bei Bedarf über ein eigenes Feldtelefonnetz.

Bei Bedarf unterstützt der Fachzug FK andere Bedarfsträger führungsunterstützend und telekommunikationstechnisch.
Eine THW-Führungsstelle kann mit oder ohne Stab betrieben werden und auch als Untereinsatzabschnittsleitung (UEAL), Einsatzabschnittsleitung (EAL) oder bei Bedarf auch als Einsatzleitung (EL) oder zum Einrichten und Führen eines Bereitstellungsraumes eingesetzt werden.

## Gliederung
Bundesweit sind 66 Fachzüge Führung/Kommunikation aufgestellt. Der Fachzug ist nicht Teil eines Technischen Zuges und besteht aus verschiedenen Teileinheiten:
- Zugtrupp Fachzug Führung/Kommunikation (ZTr FZ FK)
- Stab
- Fachgruppe Führungsunterstützung (FGr F)
- Fachgruppe Kommunikation (FGr K)

Zusätzlich soll einmal in jedem THW-Landesverband eine FGr K um einen Mastkraftwagen mit Anhänger Richtfunktechnik (vorher: Weitverkehrstrupp) und einem zusätzlichen Mannschaftstransportwagen erweitert werden. Das Ziel sind bundesweit acht solcher Fachgruppen Kommunikation 'Typ B'.

## Fahrzeuge und Ausstattung

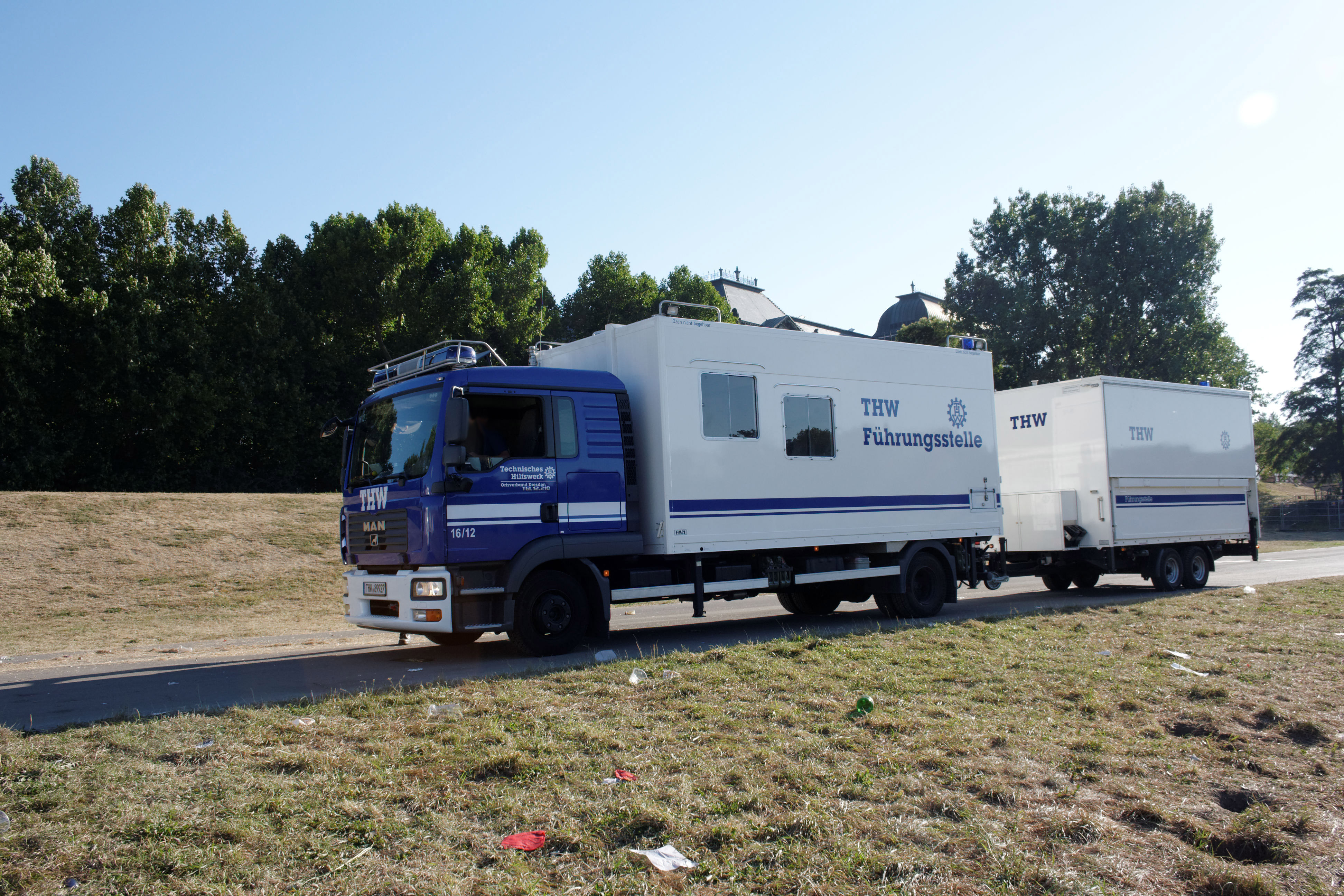
FüKomKW mit Führungs- und Lageanhänger (Anh FüLa)

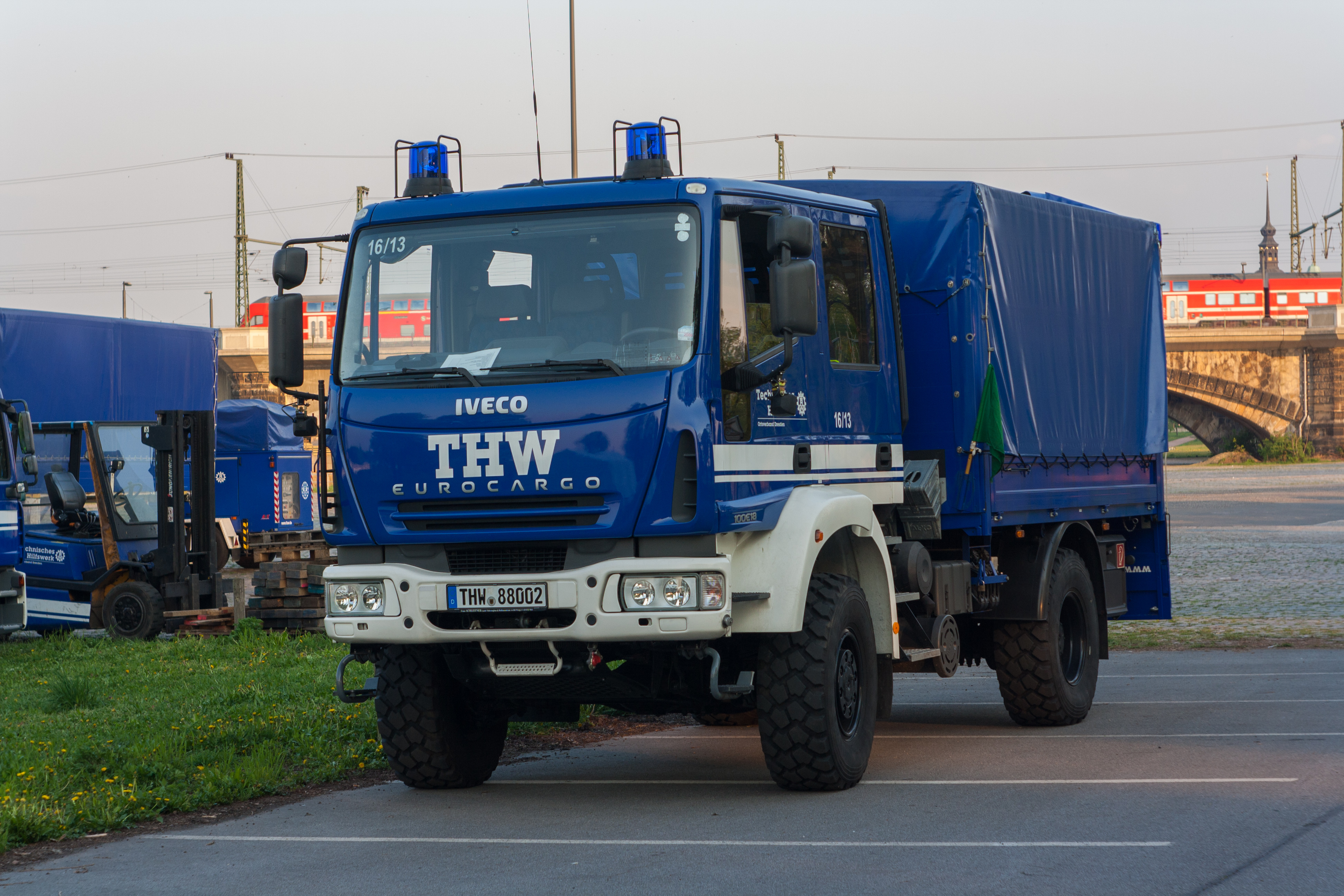
Fernmeldekraftwagen (FmKW)

Zugtrupp Fachzug Führung und Kommunikation (ZTr FZ FK)
- Führungskraftwagen (FüKW)

Fachgruppe Führungsunterstützung (FGr F)
- Führungs-/Kommunikationskraftwagen (FüKomKW) mit Führungs- und Lageanhänger (Anh FüLa)

Fachgruppe Kommunikation Typ A (FGr K (A))
- Fernmeldekraftwagen (FmKW) mit Anhänger (1 t)
- Mannschaftstransportwagen mit Anhänger (2 t)

Fachgruppe Kommunikation Typ B (FGr K (B))
- Fernmeldekraftwagen (FmKW) mit Anhänger (1 t)
- Mannschaftstransportwagen mit Anhänger (2 t)
- Mastkraftwagen (MastKW) mit Anhänger Richtfunktechnik (Anh RiFu)
- Mannschaftstransportwagen

## Personal/Stärke
FZ FK mit FGr K (A): 
7/7/12/26
FZ FK mit FGr K (B):
7/8/15/30